# Revesht
Revesht (persiska: روشت, رَوِشت) är en ort i Iran.   Den ligger i provinsen Markazi, i den centrala delen av landet, 300 km sydväst om huvudstaden Teheran. Revesht ligger 1 982 meter över havet och antalet invånare är 125.
Terrängen runt Revesht är kuperad.Runt Revesht är det ganska tätbefolkat, med 139 invånare per kvadratkilometer. Närmaste större samhälle är Hendūdūr, 10,1 km nordost om Revesht. Trakten runt Revesht består i huvudsak av gräsmarker.